# ブルックナーハウス

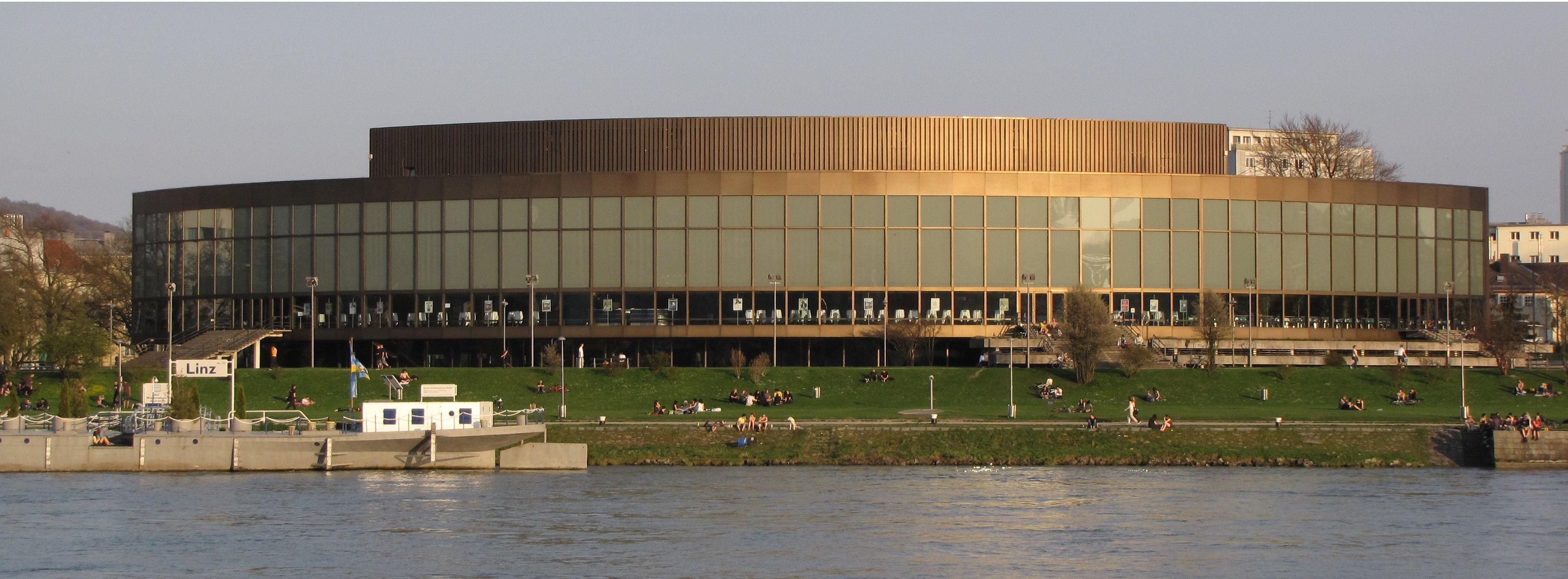
夕日に照らされるブルックナーハウス

ブルックナーハウス（ドイツ語：Brucknerhaus）は、オーストリア・リンツにあるイベント会場、コンベンション・センター、コンサートホールである。オーストリアの作曲家アントン・ブルックナーにちなんで命名されている。建築はフィンランドの建築家カイヤ&ヘイッキ・シレンによって設計され、1969年から1973年にかけ建設された。開場は1974年3月23日。

## 概要
年間約200回の演奏会が開催され、延べ18万人を動員する。アルス・エレクトロニカやブルックナーフェストの本拠地である。オーストリアの公共放送局オーストリア放送協会（ORF）とともに、毎年開催している屋外ライブ演奏会「リンツァー・クラングヴォルク（Linzer Klangwolke）」を運営している。
ブルックナーハウスは3つの主要なホールから成っている。
- 大ホール「ブルックナー・ザール（Brucknersaal、アントン・ブルックナーから命名）：1,420席、立見150席
- 中ホール「シュティフター・ザール（Stiftersaal、アーダルベルト・シュティフターから命名）：352席、立見40席
- 小ホール「ケプラー・ザール（Keplersaal、ヨハネス・ケプラーから命名）：100-150席